# میستر گی ورلد
میستر گی ورلد (انگلیسی: Mr Gay World) جشنواره زیبایی مردانه است که شرکت‌کنندگان آن را مردان همجنسگرا تشکیل می‌دهند.

## برندگان[۱]
| سال  | کشور/منطقه    | آقای گی دنیا              | مکان                                   |
| ---- | ------------- | ------------------------- | -------------------------------------- |
| ۲۰۲۴ | بریتانیا      | [[]]                      | دورام، تاینساید، نورث‌آمبرلند، بریتانیا |
| ۲۰۲۳ | گوآم          | تروی مایکل اسمیت          | کیپ‌تاون، آفریقای جنوبی                 |
| ۲۰۲۲ | پورتوریکو     | خوزه لوپز دوونت           | کیپ‌تاون، آفریقای جنوبی                 |
| ۲۰۲۱ | آفریقای جنوبی | لو برایتنباخ استعفا       | مجازی                                  |
| ۲۰۲۱ | فیلیپین       | جوئل ری کارکاسونا جانشین  | مجازی                                  |
| ۲۰۲۰ | فیلیپین       | لئونارد کودی ماکایان      | مجازی                                  |
| ۲۰۱۹ | فیلیپین       | جان جفری کارلوس ادامه     | کیپ‌تاون، آفریقای جنوبی                 |
| ۲۰۱۹ | اسپانیا       | فرانسیسکو آلوارادو جانشین | کیپ‌تاون، آفریقای جنوبی                 |
| ۲۰۱۸ | استرالیا      | جردن پل برونو             | نایزنه, آفریقای جنوبی                  |
| ۲۰۱۷ | فیلیپین       | جان فراندز راسپادو        | مادرید و ماسپالوماس، اسپانیا           |
| ۲۰۱۶ | اسپانیا       | اجر چسالبز                | سن جولیان، مالت                        |
| ۲۰۱۵ | آلمان         | کلاوس بورکارت استعفا      | کنیسنا، آفریقای جنوبی                  |
| ۲۰۱۵ | هنگ کنگ       | ماس لوسیانو جانشین        | کنیسنا، آفریقای جنوبی                  |
| ۲۰۱۴ | بریتانیا      | استوارت هتن               | رم، ایتالیا                            |
| ۲۰۱۳ | نیوزیلند      | کریستوفر مایکل الواگه     | انتورپ، بلژیک                          |
| ۲۰۱۲ | نیوزیلند      | آندریاس دلرث              | ژوهانسبورگ، آفریقای جنوبی              |
| ۲۰۱۱ | آفریقای جنوبی | فرانسوا نل                | مانیل، فیلیپین                         |
| ۲۰۱۰ | آفریقای جنوبی | شارل فن دن برگ            | اسلو، نروژ                             |
| ۲۰۰۹ | ايرلند        | ماکس کریژیزانوسکی         | ویسلر، کانادا                          |